# Бојница
Бојница (буг. Бойница) је село на северозападу Бугарске, седиште истоимене општине Бојница која се налази у Видинској области. Према попису из 2021. године село је имало 308 становника.
У близини села протичу Бојничка и Толовска река, а на 5 километара од села налази се и језеро Кула, погодно за риболов. Од културно-историјских знаменитости села, истичу се остаци римског утврђења Пецино Кале, црква Свете Тројице као и спомених Пујо војводи. Од Видина је удаљена 35 km, од Куле 10 km, а од граничног прелаза „Вршка чука” 22 километара.

## Демографија
Према попису из 2021. године, село је имало 308 становника, a према попису из 2011. године имало је 456 становника што је мање за 32,5%. Према подацима из 2011. године у селу већину становништва чине Бугари (94,3%).
| Етнички састав према попису из 2011.‍ | Етнички састав према попису из 2011.‍ | Етнички састав према попису из 2011.‍ | Етнички састав према попису из 2011.‍ | Етнички састав према попису из 2011.‍ |
| ------------------------------------ | ------------------------------------ | ------------------------------------ | ------------------------------------ | ------------------------------------ |
|                                      |                                      |                                      |                                      |                                      |
| Бугари                               | Бугари                               |                                      | 430                                  | 94,30%                               |
| Неизјашњени                          | Неизјашњени                          |                                      | 3                                    | 0,66%                                |
| Нису одговорили                      | Нису одговорили                      |                                      | 23                                   | 5,04%                                |